# Brada sublaevis
Brada sublaevis är en ringmaskart som beskrevs av William Stimpson 1854. Brada sublaevis ingår i släktet Brada och familjen Flabelligeridae. Inga underarter finns listade i Catalogue of Life.